# Corace (retore)
Corace di Siracusa (in greco antico: Κόραξ?, Kòrax; fl. V secolo a.C.) è stato un retore siceliota del V secolo a.C..
Visse a Siracusa all'epoca di Gerone I e viene ritenuto assieme a Tisia uno dei fondatori della retorica dell'antica grecia. Secondo Thomas Cole, Corace e Tisia erano la stessa persona: in tal senso, Corace (che in greco significa «cornacchia») sarebbe il soprannome con cui Tisia venne chiamato dopo aver intrapreso la professione di retore.
Sebbene l'invenzione della retorica sia da attribuire ad Empedocle secondo Aristotele, sembra tuttavia probabile l'attribuzione a Corace e Tisia.
Si ritiene che il personaggio di Sycorax (Sicorace) ne La tempesta di William Shakespeare sia stato ispirato nel nome da Corace.

## Biografia
Fonti bizantine ritengono che Corace abbia affinato la sua arte oratoria presso la corte del tiranno Gerone I. Alla morte di quest'ultimo, gli successe suo fratello Trasibulo di Siracusa, la cui deposizione - avvenuta nel 465 a. C. - diede vita ad un'inaspettata democrazia. In questo clima di dissoluzione dell'ordine stabilito e di radicale e repentino rinnovamento politico, le capacità persuasive di Corace divennero ben note ai siracusani. Benché non mancò dunque di prendere parte alla vita politica della sua città, egli si occupò principalmente di oratoria. 
(..) quando, abbattuti in Sicilia i tiranni, i beni privati furono rivendicati mediante azioni giudiziarie a causa del lungo tempo intercorso, allora per la prima volta, essendo quella gente acuta e per natura litigiosa, i siciliani Corace e Tisia composero un insieme di precetti (...) Cicerone, Bruto.
"Si dice infatti che Empedocle sia stato il primo, dopo coloro di cui parlano i poeti, che abbia dato un impulso all'arte retorica. I più antichi scrittori di retorica furono poi i Siciliani Corace e Tisia, ai quali seguì un uomo di quella medesima isola, Gorgia di Leontini, che fu, si dice, discepolo di Empedocle"  Quintiliano. 
Durante la sua vita, viene considerato il primo che elaborò una precettistica oratoria e la rese oggetto di insegnamento, dividendo l'orazione giuridica in varie parti: proemio, narrazione, dichiarazione di argomenti, confutazione di argomenti opposti e riepilogo.

## Logica
Corace è meglio conosciuto per lo sviluppo della "tesi a probabilità inversa", meglio conosciuta come Arte di Corace: se una persona viene accusata di un crimine che difficilmente può aver commesso (per esempio, una persona di bassa statura che attacca fisicamente una persona di grande statura quasi certamente perderà il confronto), la sua difesa sarà basata sull'impossibilità di aver commesso il crimine. Allo stesso modo, se una persona viene accusata di un crimine che molto probabilmente può aver commesso (nel caso precedente una persona di grande statura che attacca una persona di bassa statura), può sempre difendersi argomentando che è molto improbabile che il crimine sia stato effettivamente commesso, essendo la ricostruzione banale e scontata. Il metodo è basato nell'anticipare le argomentazioni del pubblico, fornendone una controprova. Questa pratica è tuttora largamente diffusa..
Ovviamente, contromosse iterate possono essere impiegate (nell'esempio precedente, l'uomo potrebbe aver commesso il crimine proprio per il fatto che lui pensava che sarebbe risultato un sospettato troppo banale). Per questa ragione, l'Arte di Corace è stata etichettata come paradosso logico. Questo metodo di argomentazione è chiamato anche quasi-logico poiché mantiene l'auto-referenzialità logica tipica della mente umana anche se circolare.

## Corace e Tisia
La storia apocrifa su come Tisia cercò di ingannare il suo maestro Corace è stata tramandata nelle introduzioni di vari trattati di retorica. Secondo questa leggenda, Tisia convinse Corace a non pagare la tassa per gli insegnamenti ricevuti finché non avesse vinto la sua prima causa legale: per questo motivo Tisia evitò accuratamente di recarsi in tribunale. A seguito di ciò, Corace citò in giudizio Tisia, argomentando che se Corace avesse vinto la causa sarebbe stato pagato, altrimenti nel caso in cui Tisia avesse avuto ragione, avrebbe dovuto onorare l'accordo originale pagando la tassa in quanto avrebbe così vinto la sua prima causa. Altre versioni di questo racconto aggiungono la risposta di Tisia che, nel caso avesse perso la causa avrebbe comunque potuto evitare di pagare la tassa per l'accordo privato stipulato precedentemente e, nel caso avesse vinto, non sarebbe incorso in nessun pagamento in quanto avrebbe ricevuto il pagamento per la vittoria in tribunale. A questo punto, il giudice cacciò entrambi dal tribunale, sottolineando "κακοῦ κόρακος κακὸν ᾠόν" ("Da una cattiva cornacchia, un uovo cattivo", equivalente di "tale padre, tale figlio").

## Opere
Corace non ha mai scritto in prima persona: tutti i suoi lavori sono stati scritti e pubblicati dal suo allievo Tisia.

## Citazioni
Cicerone nel Bruto parla di Tisia e Corace:
(Brutus, 46)